# Bill Hayes (Schauspieler)

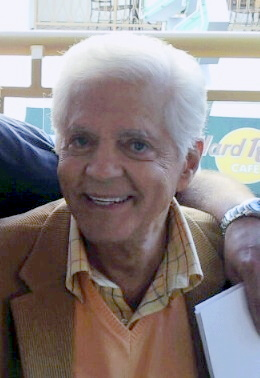
Bill Hayes (2010)

William „Bill“ Foster Hayes III (* 5. Juni 1925 in Harvey, Illinois; † 12. Januar 2024 in Los Angeles, Kalifornien) war ein US-amerikanischer Schauspieler und Sänger.

## Leben
Hayes gelangte ab Ende der 1940er-Jahre zu Popularität als Sänger von Pop- und Countrymusik. In der Fernsehshow Your Show of Shows mit Sid Caesar hatte er häufiger Auftritte. Seinen größten Erfolg landete er 1955 mit dem von George Bruns komponierten Lied The Ballad of Davy Crockett, ein Lied über den amerikanischen Abenteurer Davy Crockett, der in dieser Zeit durch eine Fernsehserie über ihn einen Hype in den USA erlebte. Hayes’ Aufnahme landete auf Platz eins der amerikanischen Billboard-Charts und war die am sechsmeisten verkaufte Single des Jahres in den USA. Weitere erfolgreiche Aufnahmen von ihm waren etwa für die Lieder High Noon (Do Not Forsake Me) und The Waltz of the Wind. 
Bereits 1952 gab Hayes sein Filmdebüt in der Krimikomödie Gauner mit weißer Weste, danach wirkte er an mehreren Fernsehmusicals mit. Am Broadway spielte er 1953 und 1954 in der Produktion Me and Juliet. 1963 hatte er eine Nebenrolle als Bruder der Hauptfigur in Otto Premingers Filmdrama Der Kardinal. Nachdem sein musikalischer Erfolg in den 1960er-Jahren nachzulassen begann, konzentrierte sich Hayes vermehrt auf eine Laufbahn als Schauspieler. Ab 1970 spielte er über einen Zeitraum von über 50 Jahren die Rolle des Sängers und ehemaligen Kriminellen Doug Williams in der amerikanischen Seifenoper Zeit der Sehnsucht (Originaltitel Days of Our Lives). Noch in der am 22. Dezember 2023 erstausgestrahlten Folge hatte Hayes einen letzten Auftritt. Bei den Daytime Emmy Awards erhielt er in den Jahren 1975 und 1976 zwei Nominierungen für seine Darbietung in Zeit der Sehnsucht, ehe er 2018 mit einem Daytime Emmy Award für sein Lebenswerk geehrt wurde.
Hayes war seit 1974 in zweiter Ehe mit der Schauspielerin Susan Seaforth Hayes (* 1943) verheiratet, die an seiner Seite auch in Zeit der Sehnsucht spielte. 1976 heirateten ihre beiden Figuren in der Serie (zwei Jahre nach ihrer Heirat im echten Leben), was 16 Millionen Fernsehzuschauer verfolgten. Hayes war Vater von fünf Kindern, zum Zeitpunkt seines Todes im Januar 2024 im Alter von 98 Jahren hatte er 13 Enkel sowie 30 Urenkel.

## Filmografie (Auswahl)
- 1952: Gauner mit weißer Weste (Stop, You’re Killing Me)
- 1958: Little Women (Fernsehfilm)
- 1958: Kiss Me, Kate (Fernsehfilm)
- 1963: Der Kardinal (The Cardinal)
- 1964: Once Upon a Mattress (Fernsehfilm)
- 1970–2023: Zeit der Sehnsucht (Days of Our Lives, Fernsehserie, mindestens 2140 Folgen)
- 1972: Sheriff Cade (Cade’s County, Fernsehserie, Folge Jessie)
- 1988: Inspektor Hooperman (Hooperman, Fernsehserie, Folge The Naked and the Dead)
- 1988: Matlock (Fernsehserie, Folge The Reunion)
- 1990: Wrestling with God
- 2002: Frasier (Fernsehserie, Folge Frasier Has Spokane)
- 2004: Childstar
- 2013: Miracle at Gate 213 (Fernsehfilm)